# 한혜진 (모델)
한혜진(韓惠珍, 1983년 3월 23일~)은 대한민국의 모델 겸 방송인이다.

## 학력
- 영남초등학교(졸업)
- 문성중학교(졸업)
- 동일여자고등학교(졸업)
- 경기대학교 평생교육원 미디어엔터테인먼트학과(졸업)
- 동덕여자대학교 공연예술대학원 모델학과(졸업)

## 모델 활동

### 잡지

#### 국내
- 나일론, 누메로, 마리끌레르, 보그, 앙앙, 얼루어, 에스콰이어, 엘르, 코스모폴리탄, 하퍼스 바자, GQ, W 등

#### 해외
- 마리끌레르 US, 보그 이탈리아, 보그 차이나, 보그 파리 등

### 패션 위크
- 갭, 겐조, 구찌, 까르띠에, 다이앤 본 퍼스텐버그, 돌체앤가바나, 라코스테, 루이비통, 마이클 코스, 마크 제이콥스, 메트로시티, 모스키노, 바나나 리퍼블릭, 발렌티노, 버버리 프로섬, 베라 왕, 보테가 베네타, 불가리, 비비안 웨스트우드, 살바토레 페라가모, 샤넬, 셀린, 애나 수이, 이브 생 로랑, 칼 라거펠트, 캘빈 클라인, 크리스티앙 디오르, 펜디, 휴고 보스, DKNY 등

## 모델 외 활동 목록

### 영화
- 2014: 《패션왕》 - MC 역

### 텔레비전 프로그램

#### 진행
- 2007: Mnet 《아이 엠 어 모델 3》
- 2010~2012: On Style 《스타일 매거진》
- 2012: Olive 《올리브쇼 2012 - 쿡파라치》
- 2014: On Style 《솔드 아웃》
- 2014: JTBC 《에브리바디》
- 2015: TRENDY 《스타일 라이킷》
- 2016: On Style 《데블스 런웨이》
- 2016~2017: TRENDY 《스타일 라이킷 2016》
- 2016~2017: On Style 《런드리 데이》
- 2017: tvN 《트랜더스》
- 2017: SBS 《뜻밖의 미스터리 클럽》
- 2017: KBS Drama 《뷰티바이블 2017》
- 2017: JTBC 《내 이름을 불러줘 - 한名회》
- 2017: MBC 《겁 없는 녀석들》
- 2018: SBS 《로맨스 패키지》
- 2018: tvN 《인생술집》
- 2018: KBS Joy 《연애의 참견 시즌2》
- 2018: Mnet 《더 꼰대 라이브》
- 2019: skyDrama 《우리집에 왜왔니》
- 2019: tvN 《더 짠내투어》
- 2019: JTBC 《호구의 차트》
- 2020: Mnet 《내 안의 발라드》
- 2020~: KBS조이 《연애의 참견 시즌3》
- 2023: 채널A 《결혼 말고 동거》
- 2024: MBC 《도망쳐》
- 2024: tvN 《줄서는식당 시즌2》
- 2024: JTBC 《연애남매》
- 2024: SBS 《손대면 핫플! 동네멋집2》
- 2025: KBS2 《내편하자》

#### 출연
- 2013: MBC 《파이널 어드벤처》
- 2013~2015: JTBC 《마녀사냥》
- 2016 ~2019: MBC 《나 혼자 산다》[1]
- 2021년 SBS 《골때리는 그녀들》
- 2022년 tvN 《줄 서는 식당》 게스트 (31회)
- 2022년 티빙 《제로섬게임》
- 2022년 tvN 《화사쇼》 게스트
- 2023년~ SBS 《미운 우리 새끼》

#### 게스트
- 2012: SBS 《강심장》
- 2013: tvN 《SNL 코리아》
- 2014: SBS 《일요일이 좋다 - 런닝맨》
- 2015: JTBC 《냉장고를 부탁해》
- 2015: JTBC 《나홀로 연애중》
- 2016: MBC 《황금어장 라디오스타》
- 2016: MBC 《나 혼자 산다》
- 2017: MBC 《황금어장 라디오스타》
- 2017: KBS2 《해피투게더 3》
- 2017: JTBC 《아는 형님》
- 2019: JTBC 《한끼줍쇼》
- 2020: MBC 《나 혼자 산다》
- 2024: SBS 《덩치 서바이벌-먹찌빠》
- 2024: JTBC, 유튜브 《나래식》
- 2025: 유튜브 《집대성》

## 다큐멘터리
- 2009년 KBS 《수요기획》 《거침없는 그녀들, 뉴욕을 날다》(with. 김다울, 강승현)
- 2010년 MBC 《MBC 스페셜》 모델편 출연
- 2014년 MBC 《휴먼다큐 사람이 좋다》 출연

## 광고
| 연도      | 기업명                   | 제품명                                                         | 종류                     | 공동 출연                      |
| --------- | ------------------------ | -------------------------------------------------------------- | ------------------------ | ------------------------------ |
| 2003      | 한국후지필름             | 파인픽스                                                       | 카메라                   |                                |
| 2007~2008 | 애경산업                 | 케라시스 샴푸                                                  | 헤어케어                 | 장윤주, 혜박                   |
| 2014      | 애경산업                 | 루나 원더에센셜 비비파운데: 런웨이 탑모델의 메이크업 시크릿 편 | 화장품                   |                                |
| 2015      | 코오롱인더스트리 FnC부문 | 헤드: EGO YOGA 편                                              | 스포츠웨어               |                                |
| 2016      | 옥시레킷벤키저 코리아    | 비트 센서티브 터치: 스타일링 편                                | 여성제모기               |                                |
| 2017      | 쿠퍼비전                 | 쿠퍼비전 클래리티 원데이                                       | 콘택트렌즈               |                                |
| 2017      | LG전자                   | LG트롬 스타일러                                                | 의류 관리기              |                                |
| 2017      | 롯데하이마트             | 하이마트: 냉장고 슈퍼모델 대전 편                              | 종합가전쇼핑몰           |                                |
| 2017      | 롯데닷컴                 | 롯데 옴니쇼핑                                                  | 쇼핑몰 서비스            | 전현무, 박나래, 이시언, 김용건 |
| 2017~2018 | 휠라 코리아              | 휠라인티모                                                     | 란제리 브랜드            |                                |
| 2017~2018 | 일동후디스               | 후디스 카카오닙스차                                            | 차음료                   |                                |
| 2017~2018 | 해브앤비                 | 닥터자르트                                                     | 화장품                   |                                |
| 2018      | 롯데홈쇼핑               | 아이젤                                                         | 캐주얼 의류              |                                |
| 2018      | (주)한세엠케이           | LPGA                                                           | 골프웨어                 |                                |
| 2018      | 캘리포니아 아몬드협회    | 아몬드, 아이 뷰티 시크릿 캠페인                                | 식품                     |                                |
| 2018      | (주)삼성증권             | 삼성증권 Pop                                                   | 증권업체                 | 이시언                         |
| 2018      | (주)나자인 (이랜드그룹)  | 만다리나덕                                                     | 가방 패션잡화            |                                |
| 2018      | 롯데제과                 | 라이트엔젤                                                     | 라이트 칼로리 아이스크림 |                                |
| 2024      | 종근당건강               | ‘CKD Guaranteed (씨케이디 개런티드)                            | 화장품                   |                                |

*단독 광고.

## 수상 및 후보
| 연도 | 시상식           | 부문                         | 작품                  | 결과 |
| ---- | ---------------- | ---------------------------- | --------------------- | ---- |
| 2016 | MBC 방송연예대상 | 인기상                       | 나 혼자 산다          | 수상 |
| 2017 | MBC 방송연예대상 | 버라이어티부문 여자 우수상   | 나 혼자 산다          | 수상 |
| 2018 | MBC 방송연예대상 | 버라이어티부문 여자 최우수상 | 나 혼자 산다          | 수상 |
| 2024 | SBS 연예대상     | ESG상                        | 손대면 핫플! 동네멋집 | 수상 |